# IYPT Brasil
O IYPT Brasil é a versão brasileira do Torneio Internacional de Jovens Físicos (IYPT, na sigla em inglês). Foi organizado pela primeira vez em 2004 sob o nome de Torneio Brasileiro de Jovens Físicos. Foi interrompido em 2007 para ser retomado em 2010, desta vez sob responsabilidade da associação cultural B8 Projetos Educacionais, com apoio da Escola Politécnica da USP.
A competição anual dura três dias, seguindo modelo similar ao da versão internacional, inclusive com os mesmos problemas propostos pelo IOC (International Organizing Committee). Com base nos resultados desse torneio, é formada a equipe que representa o Brasil no Torneio Internacional.
Desde 2010, os times com os melhores resultados nos três Physics Fights classificatórios disputam as medalhas de ouro em uma sessão final no Anfiteatro da Universidade Paulista. Ainda a partir desta edição, os Physics Fights e as cerimônias de abertura e encerramento passaram a ser transmitidos ao vivo pela internet.

## 2004
A primeira edição do evento foi realizada em São Paulo entre os dias 23 e 25 de abril. Foram classificadas 12 equipes para as duas rodadas de Physics Fights do sábado. Os nove melhores times, disputaram mais um Physics Fight no domingo, que definiu as cinco equipes vencedoras da competição.

## 2005
A edição de 2005 foi disputada por 19 equipes entre os dias 15 a 17 de abril. A partir das equipes vencedoras deste torneio, foi formada a delegação que conquistou o melhor resultado do país no IYPT, alcançando a 7.a colocação.

## 2006
Em 2006 foi disputada a competição com a maior quantidade de times na Fase Final, totalizando 29 equipes classificadas. Com base nesse torneio, disputado de 31 de março a 2 de abril, foi selecionado o time que representou a Brasil em Bratislava, na Eslováquia.

## 2007
A quarta edição foi a única realizada fora da cidade de São Paulo, sendo sediada por São José do Rio Preto. Foram selecionados 18 times para o torneio de 4 a 6 de maio, representando os estados de São Paulo, Minas Gerais e Ceará, além do Distrito Federal.

## 2010
Após dois anos sem a realização do evento, o IYPT Brasil voltou a ser disputado entre 10 e 12 de setembro de 2010, desta vez sob organização da B8 Projetos Educacionais. A Cerimônia de Abertura foi realizada na Escola Politécnica da USP e os Physics Fights foram disputados na Universidade Paulista.
Este foi o primeiro ano em que os melhores times foram selecionados para a disputa de um Physics Fight Final. Quase 40 equipes se inscreveram na Fase Classificatória, das quais 10 foram selecionadas para o Torneio Nacional.

## 2011
Novamente sob a responsabilidade da B8 Projetos Educacionais, a edição de 2011 marcou a volta do Torneio Nacional ao circuito mundial do IYPT. Depois de quatro anos, os times com melhor desempenho indicaram os membros da equipe brasileira no torneio de Teerã, no Irã.
O IYPT Brasil, disputado por 18 equipes entre 13 e 15 de maio, foi novamente transmitido ao vivo pela internet e teve como novidade a disputa do Troféu Nicolau Gilberto Ferraro, entregue à escola da equipe vencedora.

## 2012
A edição de 2012 foi organizada pela B8 Projetos Educacionais e teve apoio do capítulo estudantil da OSA da Unicamp na composição do júri. Os times com melhor desempenho indicaram os membros da equipe brasileira no torneio de Bad Saulgau, na Alemanha.
O IYPT Brasil 2012 foi disputado por 20 equipes entre 4 e 6 de maio. A representatividade nacional foi recorde, com 15 cidades e 7 estados participantes. A partir desta edição, também a Cerimônia de Abertura foi transmitida ao vivo da Escola Politécnica da USP, além dos Physics Fights e da Cerimônia de Encerramento.